# Ouragan de Galveston
Le 8 septembre 1900, l'ouragan de Galveston atteint le continent américain à la hauteur de la ville côtière de Galveston dans l’État du Texas. Ses vents atteignent une vitesse de 233 km/h. Mesuré avec l’échelle de Saffir-Simpson, ce cyclone tropical est rangé dans la catégorie 4. Il a causé des dégâts massifs et fait entre 6 000  et   12 000 victimes, le nombre le plus souvent cité étant de 8 000 personnes. Il s'agit du troisième ouragan atlantique le plus meurtrier après le Grand ouragan de 1780 et l'ouragan Mitch de 1998. Comme ces derniers n'ont pas affecté les États-Unis, l'ouragan de Galveston est toujours le cyclone tropical le plus meurtrier (au moins 8 000 morts) de l'histoire de ce pays, et c'était le troisième plus coûteux jusqu'en 2010.
Aucune nomenclature pour les ouragans n'existait au moment de l'ouragan de Galveston, il ne possède donc pas de nom officiel et il est souvent appelé de façon variable. Les désignations les plus fréquentes sont le Galveston Hurricane of 1900, le Great Galveston Hurricane et, dans les documents plus anciens, le Galveston Flood. L'ouragan Katrina qui a détruit une partie de La Nouvelle-Orléans fin août 2005 et l'ouragan Rita, qui l'a suivi peu de temps après, sont souvent comparés à l'ouragan de Galveston.

## Contexte

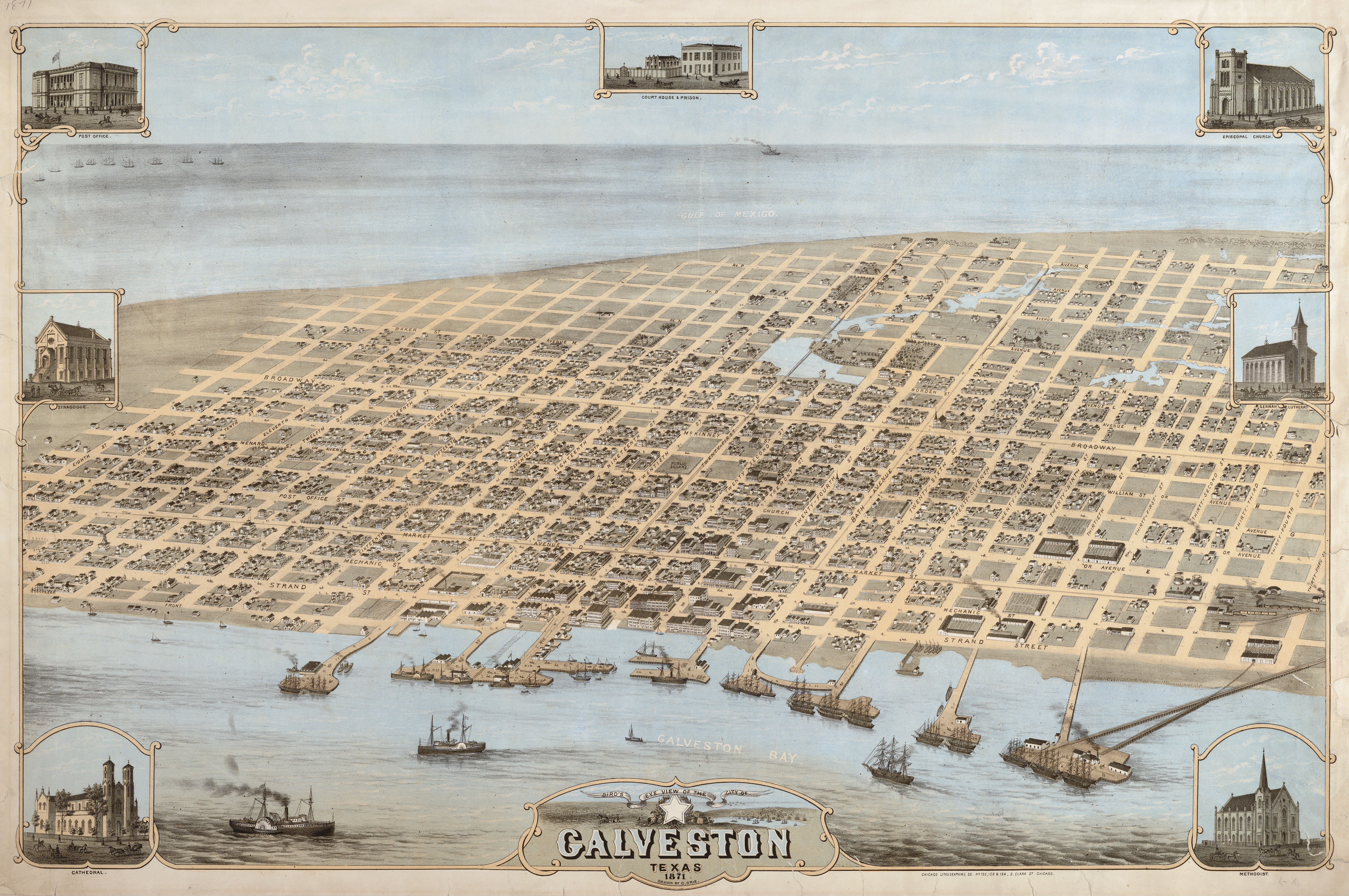
Galveston en 1871.

À la fin du XIXe siècle, la ville de Galveston était un port en pleine expansion avec une population de 42 000 résidents. Sa position sur le golfe du Mexique, à la sortie de la baie de Galveston, en faisait un centre de commerce et la plus grosse ville du Texas. Dans l'euphorie, peu d'attention était portée aux tempêtes qui pouvaient surgir des eaux chaudes du Golfe même si, en 1875, la ville toute proche d'Indianola, la deuxième ville du Texas, avait été presque détruite par un premier ouragan et finalement abandonnée après un second en 1886. Quelques-uns des résidents de Galveston avaient cependant vu là une leçon sur les dangers que présentait la position de la ville sur une île relativement plate, en fait une barre de sable, le long de la côte. Ils demandèrent la construction d'un mur de protection, aussi appelé ouvrage longitudinal ou digue, le long de la côte mais la majorité de la population et la mairie n'en avaient cure.
On leur opposa le fait que, depuis la fondation en 1839, plusieurs tempêtes tropicales avaient frappé la ville sans causer de problèmes majeurs. La population en général croyait qu'aucun ouragan ne pourrait être pire que ceux déjà vécus et même le directeur local du Weather Bureau (maintenant le National Weather Service), Isaac Cline, déclara en 1891 dans le Galveston Daily News que la construction d'un mur de protection n'était pas nécessaire et qu'il serait impossible à un ouragan de grande force de frapper l'île. Le mur ne fut donc pas construit et le développement de l'île continua. Les dunes le long de la côte furent utilisées pour aplanir les dépressions de la ville. Ceci enleva les dernières protections de la ville face au Golfe, la rendant encore plus vulnérable aux tempêtes.

## Évolution météorologique

### Origine de la tempête
Comme pour la plupart des ouragans puissants, les météorologues modernes pensent que l'ouragan qui frappa Galveston a eu son origine autour des îles du Cap-Vert au large de l'Afrique sous la forme d'une onde tropicale. Mais en cette fin du XIXe siècle, les données météorologiques étaient assez disparates, en particulier sur les océans. Les navires n'avaient pas encore de télégraphie sans fil, en cours de développement par Marconi, et leurs observations n'étaient disponibles qu'à leur arrivée au port. Il est donc impossible d'être sûr de son origine.
Le premier rapport signalant le précurseur de l'ouragan fut celui d'un navire qui signala le 27 août 1900 un temps « incertain » à 1 600 km à l'est des Îles Sous-le-Vent. Trois jours plus tard, Antigua signala que des orages violents venaient de passer, suivis d'un temps chaud, humide et sans vent, signes souvent associés avec un cyclone tropical. Le 1er septembre, des observateurs du Weather Bureau américain rapportèrent une tempête modérément forte, mais pas un ouragan, au sud-est de Cuba.

### Évolution
Le 4 septembre, le bureau de Galveston du Weather Bureau commença à recevoir des avertissements du quartier-général de Washington, D.C. qu'une tempête tropicale était en train de passer à Cuba. Cependant, les rapports ne précisaient ni où la tempête se trouvait ni sa trajectoire. Les conditions sur le golfe du Mexique étaient propices à un développement du système : très peu de nuages au cours de plusieurs semaines avaient permis à la température de l'eau d'être « aussi chaude que l'eau d'un bain ». Ceci donnait largement assez de chaleur et d'humidité pour que la tempête tropicale passe au stade d'ouragan en quelques jours et continue de se renforcer.
La tempête fut signalée au nord de Key West le 6 septembre et tôt le vendredi matin du 7, le Weather Bureau de La Nouvelle-Orléans émit un message rapportant de très grands dommages le long de la côte de Louisiane et de l'État du Mississippi. Ce rapport ne fut pas très largement diffusé car les lignes télégraphiques avaient été endommagées par l'ouragan ; le bureau de Washington put quand même émettre une alerte de tempête de Pensacola (Floride) à Galveston.
L'après-midi du 7 septembre, une forte houle du sud-est fut observée le long de la côte du Golfe et les nuages élevés commencèrent à s'épaissir, se dirigeant vers le nord-est, deux signes avant-coureurs d'un ouragan en approche depuis l'est. Le bureau de Galveston fit monter le drapeau à carré double signifiant qu'un ouragan était prévu. Le navire Louisiana rencontra l'ouragan à 13 h ce jour-là, un peu après son départ de La Nouvelle-Orléans. Le capitaine Halsey estima les vents à 160 km/h, ce qui correspond à un ouragan de catégorie 2.
Les prévisionnistes du Weather Bureau estimaient que l'ouragan voyagerait vers le nord-est en se dirigeant vers les États de la côte Mid-Atlantic. Pour eux, la tempête semblait avoir commencé « une longue courbe qui l'amènerait d'abord vers la Floride, puis vers le nord-est pour ressortir dans l'océan Atlantique. » Par contre, les météorologues de Cuba prévoyaient une trajectoire vers l'ouest et l'un d'eux prédit que l'ouragan se dirigeait vers le centre du Texas, près de San Antonio.
Tôt le lendemain, la houle déferlait toujours même si les nuages s'étaient fragmentés. Le temps semblait si ordinaire que peu des résidents de Galveston crurent les alertes et évacuèrent la côte par les ponts vers le continent, même si la pluie commença en milieu de matinée. Isaac Cline, le chef du bureau météorologique, prétend dans ses rapports qu'il alla sur les plages et autres endroits exposés au inondations pour avertir les gens de l'approche de la tempête mais des doutes ont été émis récemment car aucun survivant ne peut le corroborer. Le rôle de Cline reste un sujet de controverse : ses supporteurs pointent l'alerte à l'ouragan qu'il a émise sans permission du bureau de Washington mais ses détracteurs lui reprochent ses prises de position sur le mur de protection et sur son évaluation du risque posé par un ouragan.

### Passage à Galveston

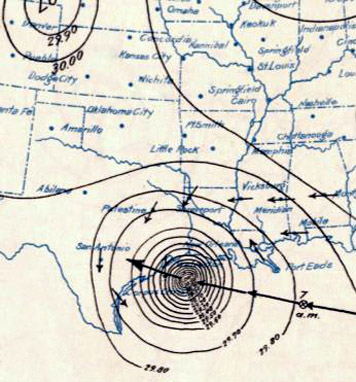
Carte d'analyse du 8 septembre 1900 par le Weather Bureau.

En début d'après-midi du 8 septembre, les vents du nord-est étaient très vifs et vers 17 h le bureau météorologique nota qu'ils avaient atteint la force d'ouragan. Le vent le plus fort noté était de 160 km/h, un record, et l'anémomètre du bureau fut ensuite soufflé. Le soir et la nuit suivante, le vent tourna à l'est puis au sud-est avec le passage de l'œil de ouragan. Ce passage s'est effectué vers 20 h ; il fut alors estimé que les vents maximaux étaient de 190 km/h mais une évaluation postérieure les augmenta au niveau des vents d'un ouragan de catégorie 4. La pression minimale notée fut de 964,4 hPa, ce que l'on considéra comme une erreur à l'époque parce qu'on avait jamais rien vu de si bas ; mais des estimations modernes la placeraient plutôt entre 936  et   930,9 hPa.
L'un des derniers messages à être transmis de Galveston était du frère de M. Cline. À 15 h, il rapporta que la moitié des rues de la ville étaient inondées et regretta plus tard de ne pas avoir envoyé un autre message quand la ville au complet se retrouva sous les flots mais que le télégraphe fonctionnait toujours.
Après Galveston, la tempête continua vers l'Oklahoma puis les Grands Lacs en se transformant en dépression extratropicale. On rapporta que ses vents soufflaient encore à près de 65 km/h à Milwaukee (Wisconsin). Ce système se dirigea ensuite vers l'est et passa au nord de la Nouvelle-Écosse le 12 septembre, avant de se diriger vers l'Atlantique où il disparut de toute observation.

## Impacts

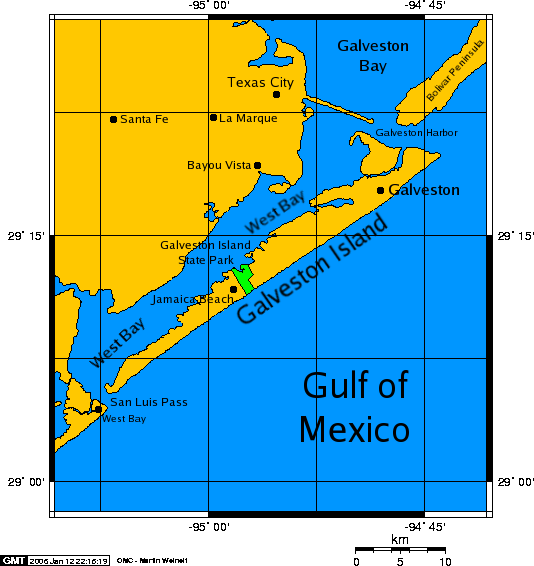
Carte de la baie de Galveston.

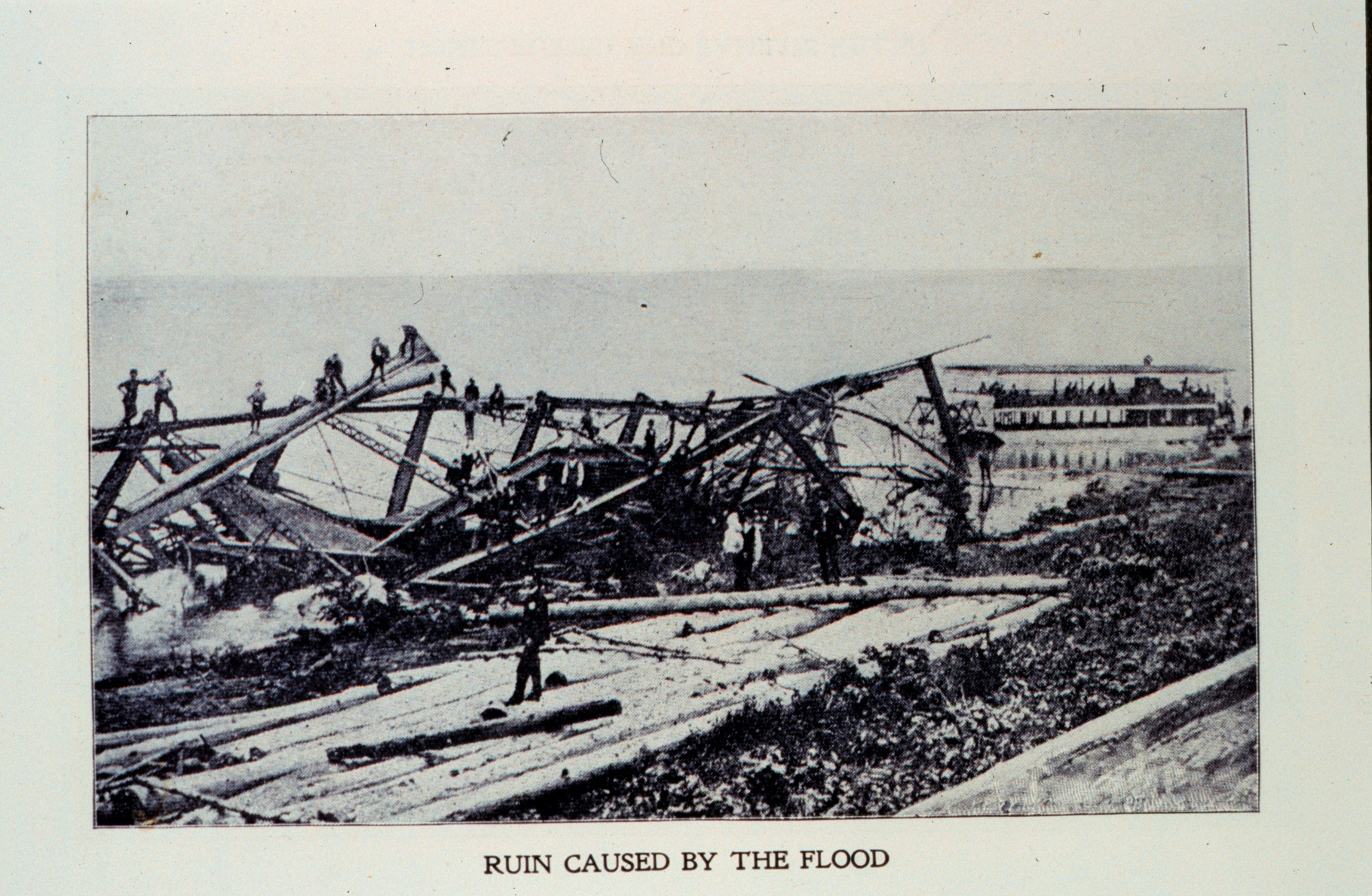
Destruction du pont de la ville.

En cette fin du XIXe siècle, le point le plus élevé de Galveston était seulement à 2,7 m au-dessus de la mer. L'ouragan produisit une onde de tempête de plus de 4,6 m. Il n'est donc pas étonnant que l'île ait été complètement submergée.
Le matin du 8 septembre, le train parti de Houston à 9 h 45 a réussi à rejoindre Galveston mais a dû utiliser une voie parallèle à la voie principale car celle-ci avait été emportée par la marée durant la nuit. Le trajet fut très lent car des débris jonchaient les rails. Le train venant de Beaumont (Texas) ne put rallier Galveston, le traversier qui devait lui faire traverser la baie, depuis la péninsule de Bolivar, n'ayant pu accoster. Les quatre-vingt-quinze passagers restèrent coincés avec le train sur cette péninsule par la marée montante qui coupa la retraite vers le continent. Cette montée des eaux était due à l'onde de tempête. Dix des passagers du train cherchèrent refuge au phare de Point Bolivar avec les deux-cents résidents de Port Bolivar. Les autres furent les premières victimes de l'onde de tempête qui submergea la péninsule.
La puissance de l'eau déplaça les édifices de leurs fondations dans Galveston et les vagues les réduisirent en pièces. Plus de 3 600 maisons furent détruites et un mur de débris joncha le Golfe. Les rares bâtiments à survivre, de cossues maisons le long du Strand National Historic Landmark District, sont maintenant l'attraction touristique principale de la ville.
Le coût en vies humaines fut bien plus énorme. La destruction des ponts vers le continent et des lignes télégraphiques coupa complètement la ville du monde extérieur et l'arrivée de secours en fut grandement retardée. Le 9 septembre à 11 h, un des seuls navires du port de Galveston à avoir survécu à l'ouragan, le Pherabe, put rejoindre Texas City du côté ouest de la baie. À bord on retrouvait six représentants de Galveston qui s'empressèrent d'aller au poste de télégraphe le plus près à Houston qu'ils atteignirent à 3 h le 10 septembre. Ils envoyèrent un court message au gouverneur du Texas, Joseph D. Sayers, et au président William McKinley : « J'ai été mandaté par le maire et le comité de citoyens de Galveston pour vous informer que notre ville est en ruines. » Les messagers estimèrent à cinq cents le nombre de morts, ce qui fut d'abord pris pour une exagération.

« Les premières nouvelles de Galveston viennent d'arriver depuis un train qui n'a pu approcher de la baie que de 10 km mais duquel on voyait la prairie jonchée de débris et de cadavres. À peu près deux cents corps furent comptés depuis le train. Un gros vapeur était échoué à 5 km à l'intérieur des terres. Rien n'était visible de Galveston. Les pertes de vie et dommages matériels sont sans conteste effrayants. Le temps est dégagé et ensoleillé ici avec une légère brise »

— G.L. Vaughan — gérant, Western Union, Houston, — télégramme au chef du Weather Bureau

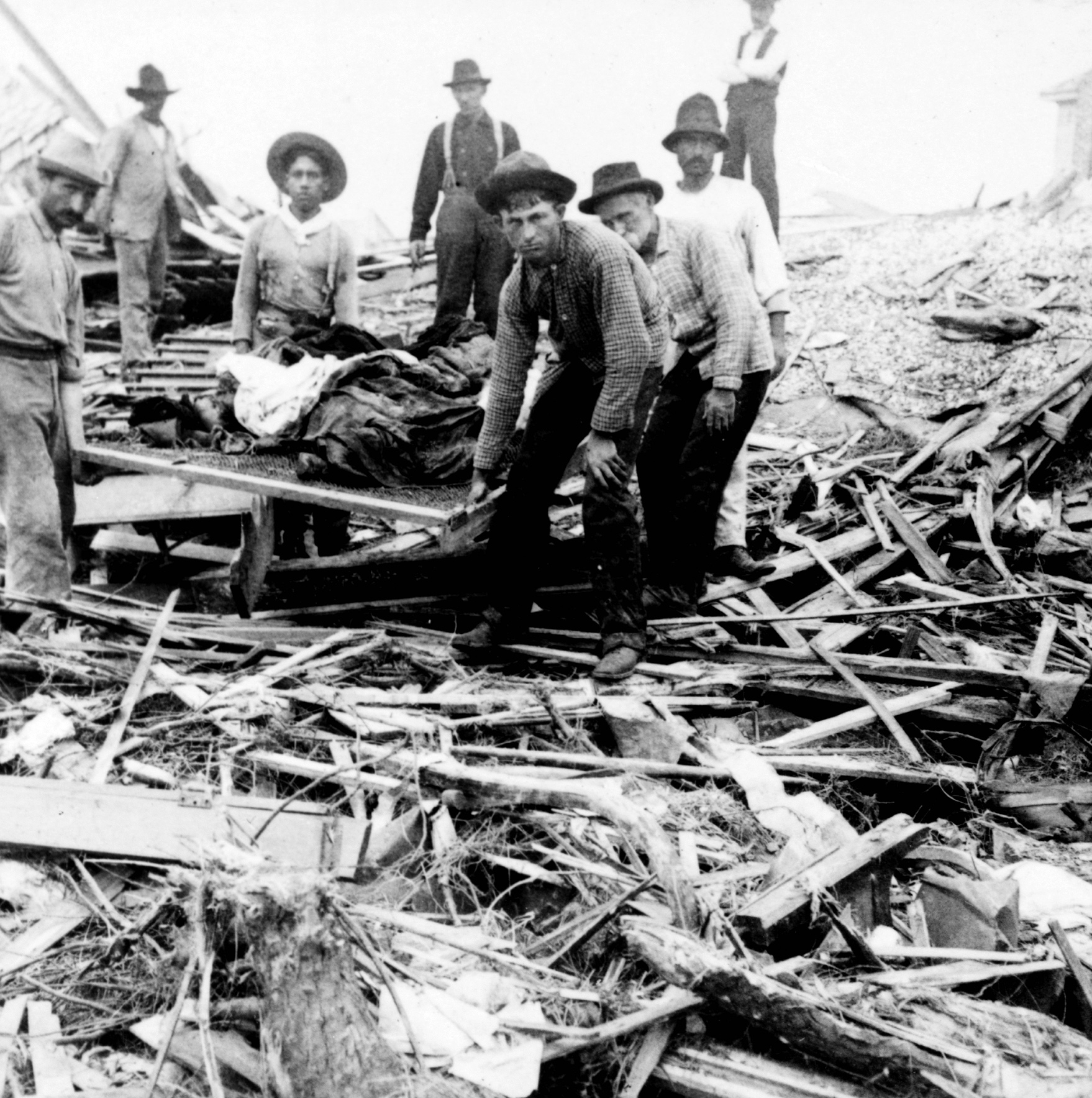
La pénible tâche de sortir les morts.

La population de Houston, la ville la plus proche au fond de la baie, savait qu'une tempête avait sévi et s'était préparée à porter secours à Galveston. Des travailleurs se sont immédiatement dirigés par train et bateaux vers l'île après la fin de l'ouragan. Ces sauveteurs trouvèrent une ville détruite avec 8 000 cadavres, soit vingt pour cent de la population. La plupart de ceux-ci étaient morts par noyade ou écrasés par les débris provoqués par l'onde de tempête. Plusieurs personnes qui avaient survécu à la tempête sont mortes plusieurs jours plus tard, les sauveteurs ne pouvant les atteindre sous les décombres. Ceux-ci entendaient les appels à l'aide des victimes en marchant sur les débris mais l'empilement était si grand que souvent ils ne pouvaient se frayer un chemin ; ils réalisaient alors que leur travail était sans espoir.
Les corps était si nombreux qu'on ne pouvait tous les enterrer. On leur donna donc initialement une sépulture en mer mais les courants les ramenèrent vers les plages. On utilisa ensuite des feux crématoires qui répandirent durant des semaines l'odeur de chair brûlée. Les autorités durent fournir libéralement le whiskey aux personnes occupés à cette tâche lugubre et qui devaient souvent jeter les corps de leurs femmes et enfants dans les flammes. L'ouragan de Galveston fit autant de morts que toutes les autres tempêtes tropicales réunies de l'histoire des États-Unis, en date de 2010, ce qui en fait toujours le désastre naturel le plus meurtrier de ce pays.
En 1913, encore fortement marqué par l'ouragan auquel, âgé de six ans, il avait survécu, le futur réalisateur majeur de l'âge d'or du cinéma américain King Vidor, tourna son premier film, un court métrage dramatique intitulé Ouragan sur Glaveston consacré à cet événement.

## Épilogue

### Reconstruction

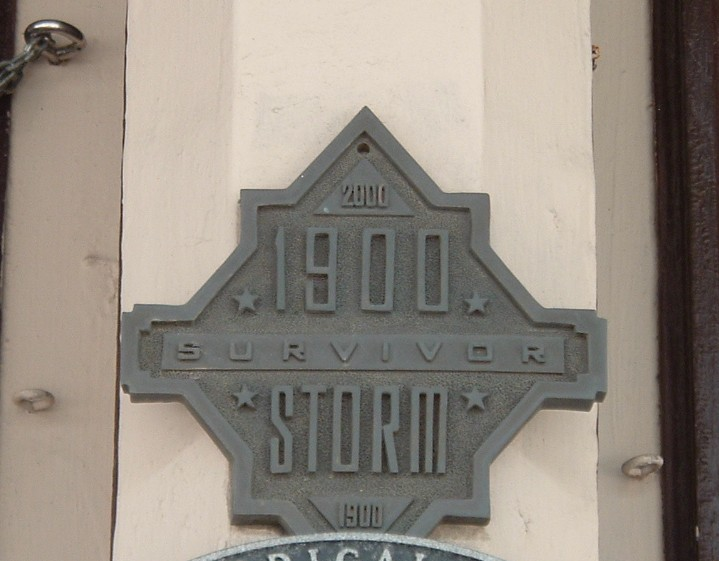
Une plaque le long du Strand, dans le centre-ville de Galveston, indiquant que cet édifice a survécu à l'ouragan de 1900.

Les survivants furent logés temporairement dans des tentes fournies par la United States Army le long de la plage. Leur nombre était si grand que les observateurs appelèrent l'endroit « La ville blanche sur la Baie ». Certains utilisèrent les débris pour construire des « maisons de bois de tempête ». Winifred Bonfils, une jeune journaliste de William Randolph Hearst, se déguisa en garçon et fut le premier reporter à envoyer des nouvelles directement de la ville. Après ses reportages exclusifs de la situation, Hearst fit envoyer des secours par train aux survivants.
Le 12 septembre, le premier courrier après la tempête fut livré à Galveston. Le lendemain, le service d'eau potable recommença à fonctionner tant bien que mal et Western Union recommença à fournir un service télégraphique de base. Trois semaines après la tempête, le port rouvrit au commerce du coton.
Avant l'ouragan de 1900, Galveston était considérée comme une ville magnifique et prestigieuse. Elle était surnommée la « Ellis Island de l'Ouest », en référence à son statut de port d'entrée du sud des États-Unis, et le « Wall Street du sud-ouest ». Après la tempête, le développement se déplaça vers Houston, au nord, qui profitait du boom apporté par la recherche du pétrole. Le dragage du canal de Houston entre 1909 et 1914 coupa tout espoir de retour de Galveston vers son ancienne gloire.

### Protection

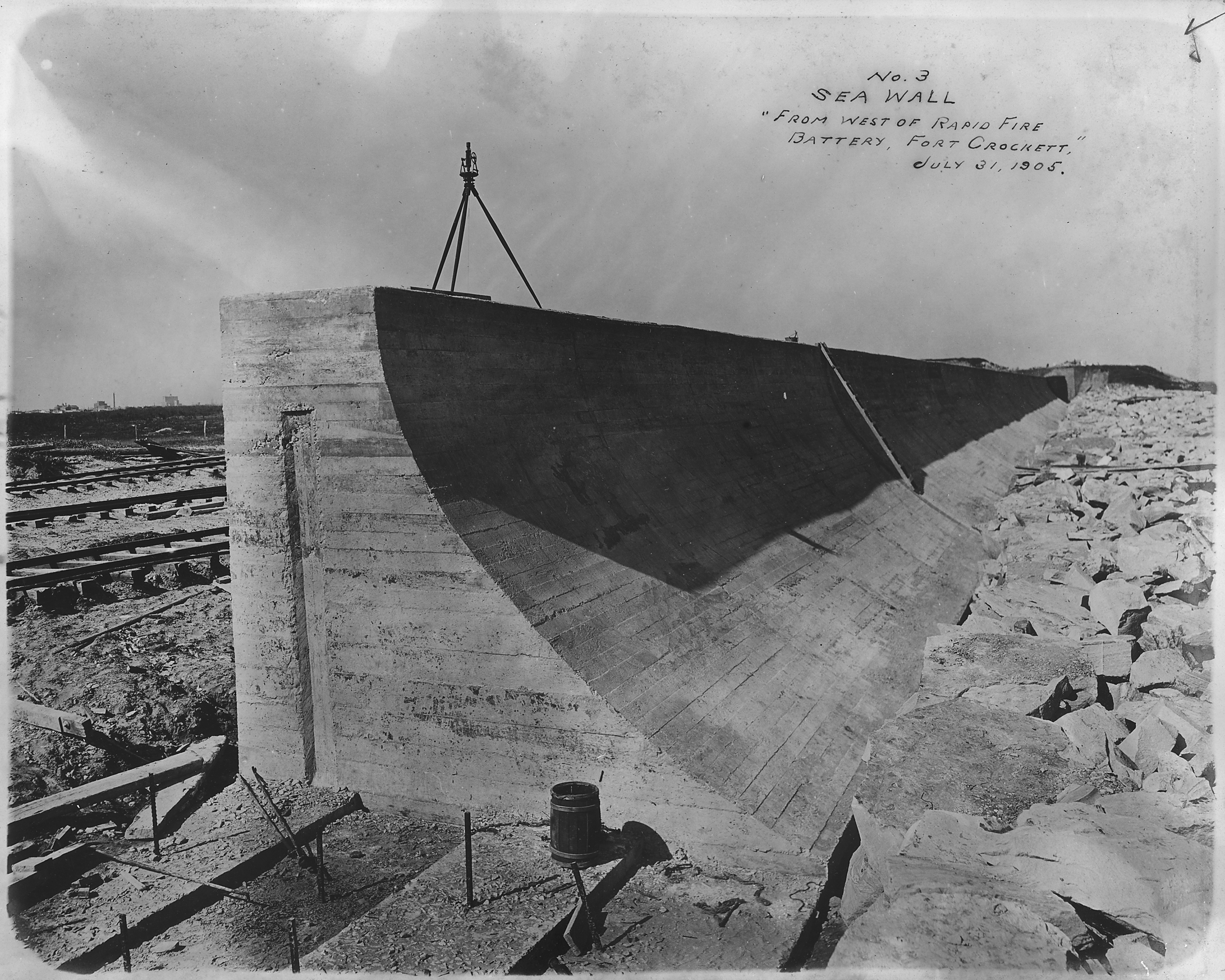
Le mur de protection, ou ouvrage longitudinal, de Galveston.

La mairie de Galveston fut changée en une commission où chacun des commissaires était responsable d'un aspect du gouvernement au lieu de concentrer les pouvoirs au seul maire. En effet, on avait l'impression que le travail de reconstruction était trop énorme pour une seule personne.
Afin de protéger la ville d'un autre désastre, plusieurs constructions ont été entreprises autour de l'île. La première fut celle du fameux mur de protection demandé avant la tempête. Long de 4,8 km et 5,2 m de hauteur, il fut construit en 1902 sous la direction d'Henry Martyn Robert. Un pont utilisable en toutes circonstances remplaça celui détruit. En 1915, un ouragan de même force et de trajectoire similaire à celle de 1900 frappa Galveston. L'onde de tempête de 4 mètres testa le mur de protection. Bien que 275 personnes soient mortes, on n'assista pas à la destruction de la ville cette fois.
Mais le travail le plus spectaculaire fut de rehausser le niveau de la ville de 5,2 m. On dragua à cet effet du sable de la baie. Plus de 2 100 édifices restant après la tempête furent portés à ce niveau en injectant le sable sous leurs fondations, incluant l'église Saint-Patrick pesant 3 000 tonnes. En 2001, la construction du mur de protection et le travail de rehaussement ont été nommés conjointement un Site historique national d'intérêt pour le génie civil (Historic Civil Engineering Landmark) par l'American Society of Civil Engineers.
Aujourd'hui, Galveston est un port de croisières important, le siège de deux universités et d'un assureur important. Les maisons et autres édifices qui ont survécu ont été rénovés et donnent une allure victorienne à la ville. Le mur de protection est maintenant long de 16 km et est devenu une attraction touristique avec des hôtels et des divertissements construits tout au long. Le dernier survivant du désastre, Mme Maude Conic de Wharton (Texas), est morte le 14 novembre 2004 à l'âge de 116 ans (le recensement national conteste cependant son âge). Les services météorologiques modernes sont également garants d'un bien meilleur service d'alerte en cas de dangers similaires permettant une évacuation des zones menacées.